# 에스피지 (기업)
에스피지(SPG=Sungshin Precision Gears)는 대한민국의 기어드 모터 기업이다. 기어드 모터는 자동화 시스템 및 가전 기기 등에 사용된다. 2022년도에 경영 실적이 개선되고 있지만 단기 차입금 규모를 동시에 늘리고 우려가 있다. 소재·부품·장비 으뜸 기업으로 산업통상자원부에 지정을 받은 바도 있다.

## 참고 문헌
1. ↑  ㈜에스피지(SPG), 로봇신문, 2018-04-15
2. ↑  배요한, 뉴스핌 라씨로 에스피지 "'중대형 고정밀 감속기' 현대차 美 전기차 공장에 추가 공급",  《뉴스핌》 2023-09-14
3. ↑  이치호, 특징주 에스피지(058610), 감속기 샘플 먼저 제공…신뢰감 차곡,  《인천일보》 2023년 6월 11일
4. ↑  김소라, 에스피지, 호실적에도 차입 확대 '눈길',  《더벨》 2022년 5월 31일
5. ↑  윤주혜, 특징주 에스피지, 전날 기업 설명회 이후 주가 급등,《이코노믹 리뷰》2023년 11월 30일